# Gyllene lassot
Det gyllene lassot (engelska: The lasso of truth, magic lasso och golden lasso) är ett fiktivt vapen som används av superhjältinnan Mirakelkvinnan (Wonder Woman), prinsessan Diana av Themyscira. Lassot tvingar alla som blir infångade av det att lyda och tala sanning. 